# Промислов Володимир Федорович
Володимир Федорович Промислов (28 серпня 1908, село Кабузьке, тепер Ступинського району Московської області, Російська Федерація — 22 травня 1993, місто Москва) — радянський державний діяч, голова Московського міськвиконкому, заступник голови Ради міністрів РРФСР, міністр будівництва РРФСР. Член Центральної Ревізійної комісії КПРС у 1956—1966 роках. Член ЦК КПРС у 1966—1986 роках. Депутат Верховної Ради СРСР 6—11-го скликань. Доцент (1957).

## Життєпис
Народився в селянській родині. Трудову діяльність розпочав у 1924 році учнем слюсаря та слюсарем у Москві.
Член ВКП(б) з 1928 року.
У 1934 році закінчив технікум при Московському інженерно-будівельному інституті.
У 1934—1938 роках — виконроб, начальник відділу Головгідроенергобуду.
У 1938—1939 роках — в апараті Московського міського комітету ВКП(б).
У 1939—1941 роках — у Народному комісаріаті важкого машинобудування СРСР, у 1941—1944 роках — у Народному комісаріаті танкової промисловості СРСР, у 1944—1945 роках — у Головвоєнпромбуді при РНК СРСР.
У 1946—1949 роках — в апараті Московського міського комітету ВКП(б).
18 лютого 1949 — 23 червня (офіційно 10 серпня) 1951 року — заступник голови виконавчого комітету Московської міської ради депутатів трудящих.
У червні 1951—1953 роках — заступник міністра вищої освіти СРСР.
30 жовтня 1953 — 16 червня 1954 року — заступник голови виконавчого комітету Московської міської ради депутатів трудящих.
29 березня 1954 — 25 березня 1955 року — секретар Московського міського комітету КПРС.
7 березня 1955 — 12 січня 1960 року — 1-й заступник голови виконавчого комітету Московської міської ради депутатів трудящих. Одночасно 7 березня 1955 — 2 квітня 1958 року — начальник Головного управління із житлового і цивільного будівництва в місті Москві (Головмосбуду).
У 1956 році закінчив заочне відділення Московського інженерно-будівельного інституту.
26 грудня 1959 — 23 січня 1963 року — голова Державного комітету Ради міністрів Російської РФСР у справах будівництва.
23 січня — 3 квітня 1963 року — заступник голови Ради міністрів Російської РФСР — міністр будівництва Російської РФСР.
12 березня 1963 — 3 січня 1986 року — голова виконавчого комітету Московської міської ради депутатів трудящих.
З січня 1986 року — персональний пенсіонер союзного значення в Москві.
Помер 22 травня 1993 року. Похований в Москві на Троєкуровському цвинтарі.

## Нагороди
- три ордени Леніна
- орден Жовтневої Революції
- два ордени Трудового Червоного Прапора
- орден «Знак Пошани»
- медалі
- Державна премія СРСР (1980)